# 毛里求斯夜鹭
毛里求斯夜鹭是毛里裘斯已滅絕的夜鷺。牠們的存在是從在馬爾桑吉斯發現的7個亞化石骨頭得知的，這些骨頭包括頭蓋骨、盤骨、喙突、尺骨、橈骨及跗蹠骨，而現在只餘下喙突及跗蹠骨。
毛里求斯夜鹭是於1893年描述的。牠們的跗蹠骨長81-87毫米。.估計牠們是於17世紀末消失。